# Caribbean Cup 2010
De Digicel Caribbean Cup 2010 werd gehouden van 26 november tot en met 5 december in Martinique. Jamaica verdedigde zijn titel met succes. De kwalificatie voor het toernooi zou beginnen op 17 augustus 2010 maar werd uitgesteld naar 2 oktober 2010. Via de kwalificatie werd gestreden om zes plaatsen in de eindronde waarvoor het gastland en de titelverdediger Jamaica direct waren geplaatst. De vier halvefinalisten plaatsen zich bovendien voor de CONCACAF Gold Cup 2011.

## Deelnemers
| Ronde                                     | Landen | Aantal |
| ----------------------------------------- | --- | ------ |
| Starten in de Kwalificatie – Eerste Ronde | Groep A - Puerto Rico - Kaaimaneilanden - Anguilla - Sint-Maarten Groep B - Saint Kitts en Nevis - Saint Vincent en de Grenadines - Barbados - Montserrat Groep C - Guyana - Suriname - Nederlandse Antillen - Saint Lucia Groep D - Dominica - Dominicaanse Republiek - Britse Maagdeneilanden | 15     |
| Starten in de Kwalificatie – Tweede Ronde | - Cuba - Guadeloupe - Antigua en Barbuda - Haïti - Trinidad en Tobago | 5      |
| Starten in Finalegroep                    | - Martinique (Gastland) - Jamaica (Kampioen) | 2      |

## Kwalificatie – Eerste ronde

### Groep A
Werd gespeeld in Puerto Rico van 2 tot en met 6 oktober 2010
| Team            | Gsp. | W | G | V | DV | DT | DS | Pnt. |
| --------------- | ---- | - | - | - | -- | -- | -- | ---- |
| Puerto Rico     | 3    | 3 | 0 | 0 | 7  | 1  | +6 | 9    |
| Kaaimaneilanden | 3    | 1 | 1 | 1 | 5  | 4  | +1 | 4    |
| Anguilla        | 3    | 1 | 0 | 2 | 4  | 8  | –4 | 3    |
| Sint-Maarten    | 3    | 0 | 1 | 2 | 2  | 5  | –3 | 1    |

|                              |              |       |                     | |
| 2 oktober 2010 19:00 (UTC+4) | Sint-Maarten | 1 – 1 | Kaaimaneilanden     | Estadio Juan Ramón Loubriel, Bayamón, Puerto Rico Toeschouwers: 600 Scheidsrechter: Courtney Campbell |
| 2 oktober 2010 19:00 (UTC+4) | Virgile 55'  |       | P. Brown 24' (pen.) | Estadio Juan Ramón Loubriel, Bayamón, Puerto Rico Toeschouwers: 600 Scheidsrechter: Courtney Campbell |

|                              |                                |       |                          | |
| 2 oktober 2010 21:00 (UTC+4) | Puerto Rico                    | 3 – 1 | Anguilla                 | Estadio Juan Ramón Loubriel, Bayamón, Puerto Rico Toeschouwers: 2.050 Scheidsrechter: Kevin Thomas |
| 2 oktober 2010 21:00 (UTC+4) | Hansen 28' Megaloudis 32', 81' |       | A. Richardson 52' (pen.) | Estadio Juan Ramón Loubriel, Bayamón, Puerto Rico Toeschouwers: 2.050 Scheidsrechter: Kevin Thomas |

|                              |                                                 |       |            |                                                                                               |
| 4 oktober 2010 19:00 (UTC+4) | Kaaimaneilanden                                 | 4 – 1 | Anguilla   | Estadio Juan Ramón Loubriel, Bayamón, Puerto Rico Toeschouwers: 500 Scheidsrechter: Lee Davis |
| 4 oktober 2010 19:00 (UTC+4) | M. Ebanks 45+2' (pen) 48' Wood 56' P. Brown 58' |       | Brooks 33' | Estadio Juan Ramón Loubriel, Bayamón, Puerto Rico Toeschouwers: 500 Scheidsrechter: Lee Davis |

|                              |                        |       |              | |
| 4 oktober 2010 21:00 (UTC+4) | Puerto Rico            | 2 – 0 | Sint-Maarten | Estadio Juan Ramón Loubriel, Bayamón, Puerto Rico Toeschouwers: 1.800 Scheidsrechter: Valdin Legister |
| 4 oktober 2010 21:00 (UTC+4) | Krause 25' Arrieta 79' |       |              | Estadio Juan Ramón Loubriel, Bayamón, Puerto Rico Toeschouwers: 1.800 Scheidsrechter: Valdin Legister |

|                              |                        |       |              |                                                                                               |
| 6 oktober 2010 19:00 (UTC+4) | Anguilla               | 2 – 1 | Sint-Maarten | Estadio Juan Ramón Loubriel, Bayamón, Puerto Rico Toeschouwers: 500 Scheidsrechter: Lee Davis |
| 6 oktober 2010 19:00 (UTC+4) | Brooks 16' Rodgers 37' |       | Virgile 14'  | Estadio Juan Ramón Loubriel, Bayamón, Puerto Rico Toeschouwers: 500 Scheidsrechter: Lee Davis |

|                              |                             |       |                 | |
| 6 oktober 2010 21:00 (UTC+4) | Puerto Rico                 | 2 – 0 | Kaaimaneilanden | Estadio Juan Ramón Loubriel, Bayamón, Puerto Rico Toeschouwers: 3.800 Scheidsrechter: Courtney Campbell |
| 6 oktober 2010 21:00 (UTC+4) | Megaloudis 25' Figueroa 88' |       |                 | Estadio Juan Ramón Loubriel, Bayamón, Puerto Rico Toeschouwers: 3.800 Scheidsrechter: Courtney Campbell |

### Groep B
Werd gespeeld in Saint Vincent en de Grenadines van 6 tot en met 10 oktober 2010
| Team                           | Gsp. | W | G | V | DV | DT | DS  | Pnt. |
| ------------------------------ | ---- | - | - | - | -- | -- | --- | ---- |
| Saint Kitts en Nevis           | 3    | 1 | 2 | 0 | 6  | 2  | +4  | 5    |
| Saint Vincent en de Grenadines | 3    | 1 | 2 | 0 | 8  | 1  | +7  | 5    |
| Barbados                       | 3    | 1 | 2 | 0 | 6  | 1  | +5  | 5    |
| Montserrat                     | 3    | 0 | 0 | 3 | 0  | 16 | –16 | 0    |

|                              |                      |       |                      |                                                                            |
| 6 oktober 2010 17:00 (UTC−4) | Barbados             | 1 – 1 | Saint Kitts en Nevis | Victoria Park, Kingstown Toeschouwers: 250 Scheidsrechter: Jermain Elskamp |
| 6 oktober 2010 17:00 (UTC−4) | Rashida Williams 14' |       | 62' George Isaac     | Victoria Park, Kingstown Toeschouwers: 250 Scheidsrechter: Jermain Elskamp |

|                              | |       |            |                                                                             |
| 6 oktober 2010 19:00 (UTC−4) | Saint Vincent en de Grenadines                                                                               | 7 – 0 | Montserrat | Victoria Park, Kingstown Toeschouwers: 5.000 Scheidsrechter: Antonius Pinas |
| 6 oktober 2010 19:00 (UTC−4) | Shandel Samuel 26' (pen.) 27' 67' Damal Francis 56' Cornelius Stewart 64' Chad Balcombe 70' Romano Snagg 89' |       |            | Victoria Park, Kingstown Toeschouwers: 5.000 Scheidsrechter: Antonius Pinas |

|                             |            |                                                                               |          |                                                         |
| 8 oktober 2010 18:00(UTC−4) | Montserrat | 0 – 5                                                                         | Barbados | Victoria Park, Kingstown Scheidsrechter: Antonius Pinas |
| 8 oktober 2010 18:00(UTC−4) |            | 18' 82' Norman Forde 36' Riviere Williams 52' Terry Adamson 90' Kadeem Atkins |          | Victoria Park, Kingstown Scheidsrechter: Antonius Pinas |

|                              |                                |       |                      |                                                          |
| 8 oktober 2010 20:30 (UTC−4) | Saint Vincent en de Grenadines | 1 – 1 | Saint Kitts en Nevis | Victoria Park, Kingstown Scheidsrechter: Javier Jauregui |
| 8 oktober 2010 20:30 (UTC−4) | Keith James 73'                |       | 40' Jevon Francis    | Victoria Park, Kingstown Scheidsrechter: Javier Jauregui |

|                               |                                                     |       |            |                                                                              |
| 10 oktober 2010 18:00 (UTC−4) | Saint Kitts en Nevis                                | 4 – 0 | Montserrat | Victoria Park, Kingstown Toeschouwers: 1.100 Scheidsrechter: Jermain Elskamp |
| 10 oktober 2010 18:00 (UTC−4) | Alexis Saddler 17' 31' Keith Gumbs 20' Ian Lake 90' |       |            | Victoria Park, Kingstown Toeschouwers: 1.100 Scheidsrechter: Jermain Elskamp |

|                               |                                |       |          |                                                                              |
| 10 oktober 2010 20:30 (UTC−4) | Saint Vincent en de Grenadines | 0 – 0 | Barbados | Victoria Park, Kingstown Toeschouwers: 5.420 Scheidsrechter: Javier Jauregui |
| 10 oktober 2010 20:30 (UTC−4) |                                |       |          | Victoria Park, Kingstown Toeschouwers: 5.420 Scheidsrechter: Javier Jauregui |

### Groep C
Werd gespeeld in Suriname van 13 tot en met 17 oktober 2010
| Team                 | Gsp. | W | G | V | DV | DT | DS | Pnt. |
| -------------------- | ---- | - | - | - | -- | -- | -- | ---- |
| Guyana               | 3    | 3 | 0 | 0 | 6  | 2  | +4 | 9    |
| Suriname             | 3    | 2 | 0 | 1 | 4  | 4  | 0  | 6    |
| Nederlandse Antillen | 3    | 0 | 1 | 2 | 5  | 7  | –2 | 1    |
| Saint Lucia          | 3    | 0 | 1 | 2 | 3  | 5  | –2 | 1    |

|                               |                 |       |             |                                                                                 |
| 13 oktober 2010 20:00 (UTC−3) | Guyana          | 1 – 0 | Saint Lucia | André Kamperveenstadion, Paramaribo Toeschouwers: 500 Scheidsrechter: Lee Davis |
| 13 oktober 2010 20:00 (UTC−3) | Chris Bourne 9' |       |             | André Kamperveenstadion, Paramaribo Toeschouwers: 500 Scheidsrechter: Lee Davis |

|                               |                                            |       |                      |                                                                                    |
| 13 oktober 2010 22:00 (UTC−3) | Suriname                                   | 2 – 1 | Nederlandse Antillen | André Kamperveenstadion, Paramaribo Toeschouwers: 800 Scheidsrechter: Bryan Willet |
| 13 oktober 2010 22:00 (UTC−3) | Ives Vlijter 37' Ronny Aloema 90+1' (pen.) |       | 81' Lacey Pauletta   | André Kamperveenstadion, Paramaribo Toeschouwers: 800 Scheidsrechter: Bryan Willet |

|                               |                                       |       |                                                       |                                                                                     |
| 15 oktober 2010 20:00 (UTC−3) | Nederlandse Antillen                  | 2 – 3 | Guyana                                                | André Kamperveenstadion, Paramaribo Toeschouwers: 750 Scheidsrechter: James Matthew |
| 15 oktober 2010 20:00 (UTC−3) | Bryan Anastatia 74' Kenneth Kunst 84' |       | 15' Dwight Peters 45' Anthony Abrams 57' Walter Moore | André Kamperveenstadion, Paramaribo Toeschouwers: 750 Scheidsrechter: James Matthew |

|                               |                                |       |             |                                                                                         |
| 15 oktober 2010 22:00 (UTC−3) | Suriname                       | 2 – 1 | Saint Lucia | André Kamperveenstadion, Paramaribo Toeschouwers: 750 Scheidsrechter: Ignatius Baptiste |
| 15 oktober 2010 22:00 (UTC−3) | Rijssel 14' Vlijter 38' (pen.) |       | Polius 77'  | André Kamperveenstadion, Paramaribo Toeschouwers: 750 Scheidsrechter: Ignatius Baptiste |

|                               |                      |       |                                                   |                                                                                     |
| 17 oktober 2010 18:00 (UTC−3) | Saint Lucia          | 2 – 2 | Nederlandse Antillen                              | André Kamperveenstadion, Paramaribo Toeschouwers: 2800 Scheidsrechter: Bryan Willet |
| 17 oktober 2010 18:00 (UTC−3) | Polius 7' Polius 36' |       | 30' Liasandro Trenidad 89' (pen.) Bryan Anastatia | André Kamperveenstadion, Paramaribo Toeschouwers: 2800 Scheidsrechter: Bryan Willet |

|                               |          |                                              |        |                                                                                   |
| 17 oktober 2010 20:00 (UTC−3) | Suriname | 0 – 2                                        | Guyana | André Kamperveenstadion, Paramaribo Toeschouwers: 2.800 Scheidsrechter: Lee Davis |
| 17 oktober 2010 20:00 (UTC−3) |          | 17' (pen.) Walter Moore 90' Devon Millington |        | André Kamperveenstadion, Paramaribo Toeschouwers: 2.800 Scheidsrechter: Lee Davis |

### Groep D
Werd gespeeld in de Dominicaanse Republiek van 14 tot en met 17 oktober 2010.
| Team                   | Gsp. | W | G | V | DV | DT | DS  | Pnt. |
| ---------------------- | ---- | - | - | - | -- | -- | --- | ---- |
| Dominica               | 2    | 2 | 0 | 0 | 11 | 0  | +11 | 6    |
| Dominicaanse Republiek | 2    | 1 | 0 | 1 | 17 | 1  | +16 | 3    |
| Britse Maagdeneilanden | 2    | 0 | 0 | 2 | 0  | 27 | –27 | 0    |

|                               | |        |                        |                                                                                    |
| 14 oktober 2010 16:00 (UTC−4) | Dominicaanse Republiek | 17 – 0 | Britse Maagdeneilanden | Estadio Panamericano, San Cristóbal Toeschouwers: 200 Scheidsrechter: Jesus Lebrón |
| 14 oktober 2010 16:00 (UTC−4) | Batista 5' 67' 68' 72' 79' Peralta 22' 43' 77' Navarro 26', 47', 81' Reynoso 61' 73' Severino 64' Ozuna 82' 90' Frechilla 90+1' |        |                        | Estadio Panamericano, San Cristóbal Toeschouwers: 200 Scheidsrechter: Jesus Lebrón |

|                               |                        |                                                                    |          |                                                                                     |
| 15 oktober 2010 16:00 (UTC−4) | Britse Maagdeneilanden | 0 – 10                                                             | Dominica | Estadio Panamericano, San Cristóbal Toeschouwers: 200 Scheidsrechter: Javier Santos |
| 15 oktober 2010 16:00 (UTC−4) |                        | Joseph 1' 13' Benjamin 48' 71' 81' 84' 85' Bertrand 55' Javier 87' |          | Estadio Panamericano, San Cristóbal Toeschouwers: 200 Scheidsrechter: Javier Santos |

|                               |                        |             |          |                                                                                    |
| 17 oktober 2010 16:00 (UTC−4) | Dominicaanse Republiek | 0 – 1       | Dominica | Estadio Panamericano, San Cristóbal Toeschouwers: 600 Scheidsrechter: Jesus Lebrón |
| 17 oktober 2010 16:00 (UTC−4) |                        | Derrick 71' |          | Estadio Panamericano, San Cristóbal Toeschouwers: 600 Scheidsrechter: Jesus Lebrón |

### Rangschikking van de nummers 2
De twee beste nummers 2 plaatsten zich voor de tweede groepsfase.
| Groep | Team                           | Gsp. | W | G | V | DV | DT | DS | Pnt. |
| ----- | ------------------------------ | ---- | - | - | - | -- | -- | -- | ---- |
| C     | Suriname                       | 3    | 2 | 0 | 1 | 4  | 4  | 0  | 6    |
| B     | Saint Vincent en de Grenadines | 3    | 1 | 2 | 0 | 8  | 1  | +7 | 5    |
| A     | Kaaimaneilanden                | 3    | 1 | 1 | 1 | 5  | 4  | +1 | 4    |

## Kwalificatie – Tweede ronde
- De nummers 1 en 2 van elke groep plaatsten zich voor de eindronde.
- Cuba, Grenada, Guadeloupe, Antigua en Barbuda, Haïti en Trinidad en Tobago waren op basis van hun prestaties in het verleden automatisch gekwalificeerd voor deze ronde.

### Groep E
Werd gespeeld in Grenada van 22 tot en met 26 oktober.
| Team                 | Gsp. | W | D | L | GF | GA | GD | Pnt. |
| -------------------- | ---- | - | - | - | -- | -- | -- | ---- |
| Guadeloupe           | 3    | 3 | 0 | 0 | 8  | 3  | +5 | 9    |
| Grenada              | 3    | 2 | 0 | 1 | 5  | 4  | +1 | 6    |
| Saint Kitts en Nevis | 3    | 1 | 0 | 2 | 2  | 4  | –2 | 3    |
| Puerto Rico          | 3    | 0 | 0 | 3 | 3  | 7  | –4 | 0    |

|                               |                      |       |                           |                                                                                |
| 22 oktober 2010 17:00 (UTC−4) | Saint Kitts en Nevis | 1 – 2 | Guadeloupe                | National Stadium, St. George's Toeschouwers: 300 Scheidsrechter: Trevor Taylor |
| 22 oktober 2010 17:00 (UTC−4) | Francis 83' (pen.)   |       | Gendrey 12' Lambourde 87' | National Stadium, St. George's Toeschouwers: 300 Scheidsrechter: Trevor Taylor |

|                               |                          |       |             |                                                                  |
| 22 oktober 2010 19:00 (UTC−4) | Grenada                  | 3 – 1 | Puerto Rico | National Stadium, St. George's Scheidsrechter: Enrico Wijngaarde |
| 22 oktober 2010 19:00 (UTC−4) | Bain 44' 68' Charles 80' |       | Nieves 81'  | National Stadium, St. George's Scheidsrechter: Enrico Wijngaarde |

|                               |                                 |       |                             |                                                                                    |
| 24 oktober 2010 17:00 (UTC−4) | Guadeloupe                      | 3 – 2 | Puerto Rico                 | National Stadium, St. George's Toeschouwers: 200 Scheidsrechter: Ignatius Baptiste |
| 24 oktober 2010 17:00 (UTC−4) | Gendrey 1' Gotin 10' Auvray 58' |       | Megaloudis 67' Villegas 78' | National Stadium, St. George's Toeschouwers: 200 Scheidsrechter: Ignatius Baptiste |

|                               |               |       |                      |                                                                                   |
| 24 oktober 2010 19:00 (UTC−4) | Grenada       | 2 – 0 | Saint Kitts en Nevis | National Stadium, St. George's Toeschouwers: 4.876 Scheidsrechter: Kevin Morrison |
| 24 oktober 2010 19:00 (UTC−4) | Facey 15' 30' |       |                      | National Stadium, St. George's Toeschouwers: 4.876 Scheidsrechter: Kevin Morrison |

|                               |             |               |                      |                                                               |
| 26 oktober 2010 15:00 (UTC−4) | Puerto Rico | 0 – 1         | Saint Kitts en Nevis | National Stadium, St. George's Scheidsrechter: Kevin Morrison |
| 26 oktober 2010 15:00 (UTC−4) |             | Francis 90+1' |                      | National Stadium, St. George's Scheidsrechter: Kevin Morrison |

|                               |         |                           |            |                                                                  |
| 26 oktober 2010 17:00 (UTC−4) | Grenada | 0 – 3                     | Guadeloupe | National Stadium, St. George's Scheidsrechter: Enrico Wijngaarde |
| 26 oktober 2010 17:00 (UTC−4) |         | Tacita 3' 79' Gendrey 69' |            | National Stadium, St. George's Scheidsrechter: Enrico Wijngaarde |

### Groep F
Werd gespeeld in Trinidad en Tobago van 2 tot en met 6 november
| Team                           | Gsp. | W | D | L | GF | GA | GD | Pnt. |
| ------------------------------ | ---- | - | - | - | -- | -- | -- | ---- |
| Trinidad en Tobago             | 3    | 3 | 0 | 0 | 12 | 3  | +9 | 9    |
| Guyana                         | 3    | 1 | 1 | 1 | 3  | 2  | +1 | 4    |
| Haïti                          | 3    | 1 | 1 | 1 | 3  | 5  | –2 | 4    |
| Saint Vincent en de Grenadines | 3    | 0 | 0 | 3 | 3  | 11 | –8 | 0    |

|                               |         |       |        |                                                                                    |
| 2 november 2010 17:00 (UTC−4) | Haïti   | 0 – 0 | Guyana | Manny Ramjohn Stadium, Marabella Toeschouwers: 1.100 Scheidsrechter: Trevor Taylor |
| 2 november 2010 17:00 (UTC−4) | verslag |       |        | Manny Ramjohn Stadium, Marabella Toeschouwers: 1.100 Scheidsrechter: Trevor Taylor |

|                               |                                                   |         |                                |                                                                                    |
| 2 november 2010 19:00 (UTC−4) | Trinidad en Tobago                                | 6 – 2   | Saint Vincent en de Grenadines | Manny Ramjohn Stadium, Marabella Toeschouwers: 1.100 Scheidsrechter: Dave Peterkin |
| 2 november 2010 19:00 (UTC−4) | Jorsling 2' 35' 59' Baptiste 57' 67' Hector 90+3' | Verslag | S. Samuel 21' Stewart 43'      | Manny Ramjohn Stadium, Marabella Toeschouwers: 1.100 Scheidsrechter: Dave Peterkin |

|                               |                                |         |                                       |                                                                                              |
| 4 november 2010 18:00 (UTC−4) | Saint Vincent en de Grenadines | 1 – 3   | Haïti                                 | Hasely Crawford Stadium, Port of Spain Toeschouwers: 1.100 Scheidsrechter: Courtney Campbell |
| 4 november 2010 18:00 (UTC−4) | S. Samuel 64'                  | Verslag | Norde 45' Saint-Preux 61' Charles 83' | Hasely Crawford Stadium, Port of Spain Toeschouwers: 1.100 Scheidsrechter: Courtney Campbell |

|                               |                          |         |             |                                                                                            |
| 4 november 2010 19:00 (UTC−4) | Trinidad en Tobago       | 2 – 1   | Guyana      | Hasely Crawford Stadium, Port of Spain Toeschouwers: 1.100 Scheidsrechter: Valdin Legister |
| 4 november 2010 19:00 (UTC−4) | Peltier 34' Jorsling 42' | Verslag | Beveney 78' | Hasely Crawford Stadium, Port of Spain Toeschouwers: 1.100 Scheidsrechter: Valdin Legister |

|                               |                            |         |                                |                                                                                        |
| 6 november 2010 17:00 (UTC−4) | Guyana                     | 2 – 0   | Saint Vincent en de Grenadines | Hasely Crawford Stadium, Port of Spain Toeschouwers: 850 Scheidsrechter: Trevor Taylor |
| 6 november 2010 17:00 (UTC−4) | Millington 57' Cameron 81' | verslag |                                | Hasely Crawford Stadium, Port of Spain Toeschouwers: 850 Scheidsrechter: Trevor Taylor |

|                               |                                        |         |       |                                                                                            |
| 6 november 2010 19:30 (UTC−4) | Trinidad en Tobago                     | 4 – 0   | Haïti | Hasely Crawford Stadium, Port of Spain Toeschouwers: 850 Scheidsrechter: Courtney Campbell |
| 6 november 2010 19:30 (UTC−4) | Hector 4' 31' Jorsling 7' Baptiste 29' | Verslag |       | Hasely Crawford Stadium, Port of Spain Toeschouwers: 850 Scheidsrechter: Courtney Campbell |

### Groep G
Werd gespeeld in Antigua en Barbuda van 10 tot en met 14 november 2010.
| Team               | Gsp. | W | D | L | GF | GA | GD | Pnt. |
| ------------------ | ---- | - | - | - | -- | -- | -- | ---- |
| Cuba               | 3    | 1 | 2 | 0 | 7  | 5  | +2 | 5    |
| Antigua en Barbuda | 3    | 1 | 2 | 0 | 2  | 1  | +1 | 5    |
| Suriname           | 3    | 1 | 1 | 1 | 9  | 5  | +4 | 4    |
| Dominica           | 3    | 0 | 1 | 2 | 2  | 9  | –7 | 1    |

|                                |                                                           |         |                  |                                                                                   |
| 10 november 2010 14:30 (UTC−4) | Cuba                                                      | 4 – 2   | Dominica         | Recreation Ground, St. John's Toeschouwers: 500 Scheidsrechter: Stanley Lancaster |
| 10 november 2010 14:30 (UTC−4) | Coroneaux 9' R. Fernández 20' Y. Colomé 27' Hernández 35' | Verslag | Benjamin 11' 87' | Recreation Ground, St. John's Toeschouwers: 500 Scheidsrechter: Stanley Lancaster |

|                                |                         |         |                |                                                                                  |
| 10 november 2010 16:30 (UTC−4) | Antigua en Barbuda      | 2 – 1   | Suriname       | Recreation Ground, St. John's Toeschouwers: 4.000 Scheidsrechter: Kevin Morrison |
| 10 november 2010 16:30 (UTC−4) | Burton 17' Cochrane 63' | Verslag | Emanuelson 33' | Recreation Ground, St. John's Toeschouwers: 4.000 Scheidsrechter: Kevin Morrison |

|                                |                                     |         |                                       |                                                                                   |
| 12 november 2010 14:30 (UTC−4) | Suriname                            | 3 – 3   | Cuba                                  | Recreation Ground, St. John's Toeschouwers: 400 Scheidsrechter: Courtney Campbell |
| 12 november 2010 14:30 (UTC−4) | Christoph 7' Rijssel 49' Garden 81' | Verslag | Coroneaux 45' Cervantes 65' Ramos 88' | Recreation Ground, St. John's Toeschouwers: 400 Scheidsrechter: Courtney Campbell |

|                                |                    |       |          |                                                                                |
| 12 november 2010 16:30 (UTC−4) | Antigua en Barbuda | 0 – 0 | Dominica | Recreation Ground, St. John's Toeschouwers: 5.637 Scheidsrechter: Lewin Purser |
| 12 november 2010 16:30 (UTC−4) | Verslag            |       |          | Recreation Ground, St. John's Toeschouwers: 5.637 Scheidsrechter: Lewin Purser |

|                                |          |         |                                                                    |                                                                                   |
| 14 november 2010 14:30 (UTC−4) | Dominica | 0 – 5   | Suriname                                                           | Recreation Ground, St. John's Toeschouwers: 500 Scheidsrechter: Stanley Lancaster |
| 14 november 2010 14:30 (UTC−4) |          | Verslag | Kwasie 45' Vlijter 46' Limón 56' Emanuelson 75' Rijssel 87' (pen.) | Recreation Ground, St. John's Toeschouwers: 500 Scheidsrechter: Stanley Lancaster |

|                                |                    |       |      |                                                                                   |
| 14 november 2010 16:30 (UTC−4) | Antigua en Barbuda | 0 – 0 | Cuba | Recreation Ground, St. John's Toeschouwers: 500 Scheidsrechter: Courtney Campbell |
| 14 november 2010 16:30 (UTC−4) | Verslag            |       |      | Recreation Ground, St. John's Toeschouwers: 500 Scheidsrechter: Courtney Campbell |

## Gekwalificeerde landen
| Ploeg              | Kwalificatie | Aantal deelnames | Beste prestatie |
| ------------------ | ------------ | ---------------- | --------------- |
| Martinique         | Gastland     | 10               | Winnaar         |
| Jamaica            | Kampioen     | 12               | Winnaar         |
| Guadeloupe         | 1e Groep E   | 7                | Derde           |
| Grenada            | 2e Groep E   | 6                | Tweede          |
| Trinidad en Tobago | 1e Groep F   | 16               | Winnaar         |
| Guyana             | 2e Groep F   | 3                | Vierde          |
| Cuba               | 1e Groep G   | 9                | Tweede          |
| Antigua en Barbuda | 2e Groep G   | 6                | Groepsfase      |

## Groepsfase

### Groep H
| Team               | Gsp. | W | D | L | GF | GA | GD | Pnt. |
| ------------------ | ---- | - | - | - | -- | -- | -- | ---- |
| Cuba               | 3    | 2 | 1 | 0 | 3  | 0  | +3 | 7    |
| Grenada            | 3    | 1 | 2 | 0 | 2  | 1  | +1 | 5    |
| Trinidad en Tobago | 3    | 1 | 0 | 2 | 1  | 3  | –2 | 3    |
| Martinique         | 3    | 0 | 1 | 2 | 1  | 3  | –2 | 1    |

|                                |                    |                           |      |                                                                                           |
| 26 november 2010 18:00 (UTC−4) | Trinidad en Tobago | 0 – 2                     | Cuba | Stade Pierre-Aliker, Fort-de-France Toeschouwers: 5.000 Scheidsrechter: Stanley Lancaster |
| 26 november 2010 18:00 (UTC−4) |                    | J. Colomé 23' Linares 79' |      | Stade Pierre-Aliker, Fort-de-France Toeschouwers: 5.000 Scheidsrechter: Stanley Lancaster |

|                                |                  |       |          |                                                                                       |
| 26 november 2010 20:30 (UTC−4) | Martinique       | 1 – 1 | Grenada  | Stade Pierre-Aliker, Fort-de-France Toeschouwers: 6.000 Scheidsrechter: Raymond Bogle |
| 26 november 2010 20:30 (UTC−4) | Goron 79' (pen.) |       | Bain 29' | Stade Pierre-Aliker, Fort-de-France Toeschouwers: 6.000 Scheidsrechter: Raymond Bogle |

|                                |          |       |                    |                                                                                 |
| 28 november 2010 16:00 (UTC−4) | Grenada  | 1 – 0 | Trinidad en Tobago | Stade Pierre-Aliker, Fort-de-France Toeschouwers: 500 Scheidsrechter: Hugo Cruz |
| 28 november 2010 16:00 (UTC−4) | Bain 69' |       |                    | Stade Pierre-Aliker, Fort-de-France Toeschouwers: 500 Scheidsrechter: Hugo Cruz |

|                                |            |             |      |                                                                                     |
| 28 november 2010 18:30 (UTC−4) | Martinique | 0 – 1       | Cuba | Stade Pierre-Aliker, Fort-de-France Toeschouwers: 500 Scheidsrechter: Trevor Taylor |
| 28 november 2010 18:30 (UTC−4) |            | Márquez 28' |      | Stade Pierre-Aliker, Fort-de-France Toeschouwers: 500 Scheidsrechter: Trevor Taylor |

|                                |      |       |         |                                                                                       |
| 30 november 2010 18:00 (UTC−4) | Cuba | 0 – 0 | Grenada | Stade Pierre-Aliker, Fort-de-France Toeschouwers: 2.000 Scheidsrechter: Raymond Bogle |
| 30 november 2010 18:00 (UTC−4) |      |       |         | Stade Pierre-Aliker, Fort-de-France Toeschouwers: 2.000 Scheidsrechter: Raymond Bogle |

|                                |            |            |                    |                                                                                       |
| 30 november 2010 20:30 (UTC−4) | Martinique | 0 – 1      | Trinidad en Tobago | Stade Pierre-Aliker, Fort-de-France Toeschouwers: 2.000 Scheidsrechter: Trevor Taylor |
| 30 november 2010 20:30 (UTC−4) |            | Hector 47' |                    | Stade Pierre-Aliker, Fort-de-France Toeschouwers: 2.000 Scheidsrechter: Trevor Taylor |

### Groep I
| Team               | Gsp. | W | D | L | GF | GA | GD | Pnt. |
| ------------------ | ---- | - | - | - | -- | -- | -- | ---- |
| Jamaica            | 3    | 3 | 0 | 0 | 9  | 1  | +8 | 9    |
| Guadeloupe         | 3    | 1 | 1 | 1 | 2  | 3  | –1 | 4    |
| Antigua en Barbuda | 3    | 1 | 0 | 2 | 2  | 4  | –2 | 3    |
| Guyana             | 3    | 0 | 1 | 2 | 1  | 6  | –5 | 1    |

|                                |               |       |            |                                                                                   |
| 27 november 2010 17:00 (UTC−4) | Guyana        | 1 – 1 | Guadeloupe | Stade Pierre-Aliker, Fort-de-France Toeschouwers: 2.500 Scheidsrechter: Lee Davis |
| 27 november 2010 17:00 (UTC−4) | D. Jacobs 86' |       | Loval 70'  | Stade Pierre-Aliker, Fort-de-France Toeschouwers: 2.500 Scheidsrechter: Lee Davis |

|                                |                              |       |                    |                                                                                           |
| 27 november 2010 19:30 (UTC−4) | Jamaica                      | 3 – 1 | Antigua en Barbuda | Stade Pierre-Aliker, Fort-de-France Toeschouwers: 3.000 Scheidsrechter: Enrico Wijngaarde |
| 27 november 2010 19:30 (UTC−4) | Shelton 14' 37' Richards 40' |       | Gregory 49'        | Stade Pierre-Aliker, Fort-de-France Toeschouwers: 3.000 Scheidsrechter: Enrico Wijngaarde |

|                                |                    |       |        |                                                                                           |
| 29 november 2010 18:00 (UTC−4) | Antigua en Barbuda | 1 – 0 | Guyana | Stade Pierre-Aliker, Fort-de-France Toeschouwers: 3.000 Scheidsrechter: Enrico Wijngaarde |
| 29 november 2010 18:00 (UTC−4) | Gregory 69'        |       |        | Stade Pierre-Aliker, Fort-de-France Toeschouwers: 3.000 Scheidsrechter: Enrico Wijngaarde |

|                                |            |                           |         |                                                                                      |
| 29 november 2010 20:30 (UTC−4) | Guadeloupe | 0 – 2                     | Jamaica | Stade Pierre-Aliker, Fort-de-France Toeschouwers: 3.000 Scheidsrechter: Walter López |
| 29 november 2010 20:30 (UTC−4) |            | Francis 53' Johnson 90+3' |         | Stade Pierre-Aliker, Fort-de-France Toeschouwers: 3.000 Scheidsrechter: Walter López |

|                               |               |       |                    |                                                                                      |
| 1 december 2010 18:00 (UTC−4) | Guadeloupe    | 1 – 0 | Antigua en Barbuda | Stade Pierre-Aliker, Fort-de-France Toeschouwers: 3.000 Scheidsrechter: Walter López |
| 1 december 2010 18:00 (UTC−4) | Lambourde 41' |       |                    | Stade Pierre-Aliker, Fort-de-France Toeschouwers: 3.000 Scheidsrechter: Walter López |

|                               |        |                                        |         |                                                                                   |
| 1 december 2010 20:30 (UTC−4) | Guyana | 0 – 4                                  | Jamaica | Stade Pierre-Aliker, Fort-de-France Toeschouwers: 3.000 Scheidsrechter: Hugo Cruz |
| 1 december 2010 20:30 (UTC−4) |        | Richards 42' Morgan 49' 75' Vernan 90' |         | Stade Pierre-Aliker, Fort-de-France Toeschouwers: 3.000 Scheidsrechter: Hugo Cruz |

## Knockoutfase
|  | halve finale                | halve finale                |       |                             | finale                      | finale |
|  |                             |                             |       |                             |                             |        |
|  | 3 december – Fort-de-France |                             |       |                             |                             |        |
|  | Cuba                        | 1                           |       |                             |                             |        |
|  | Guadeloupe                  | 2                           |       |                             |                             |        |
|  |                             |                             |       |                             |                             |        |
|  |                             |                             |       |                             | 5 december – Fort-de-France |        |
|  |                             |                             |       |                             | Guadeloupe                  | 1 (4)  |
|  |                             | Jamaica                     | 1 (5) |                             |                             |        |
|  |                             |                             |       |                             |                             |        |
|  |                             |                             |       |                             | derde plaats                |        |
|  | 3 december – Fort-de-France | 3 december – Fort-de-France |       | 5 december – Fort-de-France | 5 december – Fort-de-France |        |
|  | Jamaica                     | 2                           |       | Grenada                     | 0                           |        |
|  | Grenada                     | 1                           |       |                             | Cuba                        | 1      |

### Halve finale
|                               |                         |       |                                                   |                                                                                    |
| 3 december 2010 17:30 (UTC−4) | Cuba                    | 1 – 2 | Guadeloupe                                        | Stade Dillon, Fort-de-France Toeschouwers: 2.000 Scheidsrechter: Enrico Wijngaarde |
| 3 december 2010 17:30 (UTC−4) | Reysander Fernández 34' |       | 55' (pen.) Grégory Gendrey 78' Jean-Luc Lambourde | Stade Dillon, Fort-de-France Toeschouwers: 2.000 Scheidsrechter: Enrico Wijngaarde |

|                               |                                   |              |                |                                                                                |
| 3 december 2010 20:30 (UTC−4) | Jamaica                           | 2 – 1 (n.v.) | Grenada        | Stade Dillon, Fort-de-France Toeschouwers: 4.000 Scheidsrechter: Trevor Taylor |
| 3 december 2010 20:30 (UTC−4) | Dane Richards 7' Kithson Bain 96' |              | 13' Troy Smith | Stade Dillon, Fort-de-France Toeschouwers: 4.000 Scheidsrechter: Trevor Taylor |

### Troostfinale
|                               |         |         |                     |                                                                                      |
| 5 december 2010 16:00 (UTC−4) | Grenada | 0 – 1   | Cuba                | Stade Pierre-Aliker, Fort-de-France Toeschouwers: 4.000 Scheidsrechter: Walter López |
| 5 december 2010 16:00 (UTC−4) |         | Verslag | 12' Roberto Linares | Stade Pierre-Aliker, Fort-de-France Toeschouwers: 4.000 Scheidsrechter: Walter López |

### Finale
|                               |                                                                                       |         |                                                                      |                                                                                           |
| 5 december 2010 19:00 (UTC−4) | Guadeloupe                                                                            | 1 – 1   | Jamaica                                                              | Stade Pierre-Aliker, Fort-de-France Toeschouwers: 4.000 Scheidsrechter: Enrico Wijngaarde |
| 5 december 2010 19:00 (UTC−4) | Ludovic Gotin 37'                                                                     | Verslag | 32' Omar Cummings                                                    | Stade Pierre-Aliker, Fort-de-France Toeschouwers: 4.000 Scheidsrechter: Enrico Wijngaarde |
| 5 december 2010 19:00 (UTC−4) | Strafschoppen                                                                         |         |                                                                      | Stade Pierre-Aliker, Fort-de-France Toeschouwers: 4.000 Scheidsrechter: Enrico Wijngaarde |
| 5 december 2010 19:00 (UTC−4) | Larry Clavier Grégory Gendrey Cédric Collet Mickaël Antoine-Curier Jean-Luc Lambourde | 4 – 5   | Rodolph Austin Luton Shelton O'Brian Woodbine Eric Vernan Troy Smith | Stade Pierre-Aliker, Fort-de-France Toeschouwers: 4.000 Scheidsrechter: Enrico Wijngaarde |

| Kampioen Caribbean Cup 2010 |
| --------------------------- |
|                             |
| JAMAICA 5e titel            |

Geplaatst voor de CONCACAF Gold Cup 2011
- Cuba
- Jamaica
- Guadeloupe
- Grenada